# Недашковський Юрій Юрійович
Юрій Юрійович Недашковський (нар. 11 квітня 1986, с. Калинівка, Лугинський район, Житомирська область, УРСР) — український та російський футболіст, захисник білоруського клубу «Славія-Мозир».

## Кар'єра гравця
Вихованець Республіканського вищого училища фізичної культури (Київ). Розпочинав свою кар'єру в третій команді київського «Динамо», у футболці якого дебютував 23 серпня 2003 року в програному (0:1) домашнього поєдинку 4-о туру групи А Другої ліги проти «Борисфену-2». Юрій вийшов на поле в стартовому складі, а на 65-й хвилині його замінив Станіслав Борисов. той матч виявився єдиним для Недашковського в динамівській команді. Після служби в армії захисник переїхав до Росії, де поповнив склад клубу ПФЛ «Океан» (Находка). Надалі Недашковський грав за колективи другого дивізіону, серед яких були «Хімки» й московське «Торпедо».
Взимку 2019 року захисник перебрався до Білорусі, де підписав контракт з командою Вищої ліги «Славія» (Мозир). Дебют в еліті місцевого футболу відбувся 31 березня в поєдинку першого туру проти мінського «Динамо», в якому «Славія» зазнала поразки з рахунком 0:1. У матчі Недашковський відзначився видаленням на 90-й хвилині.
На початку 2022 року перейшов у киргизький «Дордой», а вже влітку того ж року став гравцем «Рубіна» (Ялта) з чемпіонату тимчасово окупованого Криму.
Завершив кар'єру 2023 року у білоруських «Барановичах».

## Цікаві факти
У вільний час Юрій Недашковський веде свій канал на YouTube. У ньому він ділиться методиками тренувань й розповідає про цікаві вправи. На 2024 рік на нього було підписано понад 64 тисячі осіб.

## Досягнення
- Першість ПФЛ
  -  Бронзовий призер (2): 2006 (зона «Схід»), 2016/17 (зона «Центр»)